# La Croix-en-Champagne
La Croix-en-Champagne é uma comuna francesa na região administrativa do Grande Leste, no departamento de Marne. Estende-se por uma área de 16.58 km², e possui 79 habitantes, segundo o censo de 2018, com uma densidade de 4.8 hab/km².